# 九江市 (县级)
九江市是中华人民共和国江西省九江地区已撤销的县级市，在今江西省北部。1926年置省辖九江市，1930年撤销；1949年置县级九江市，1980年3月28日撤销升格为地级九江市。

## 历史
民国16年（1927年）3月析九江县城区、商埠设市政厅，置市长。
民国19年（1930年）9月江西省政府因九江市人口未符合新颁定的《市组织法》规定，撤市，并入九江县。
1949年5月7日九江解放，7月19日设九江专员公署，同年析九江县城区置县级九江市。
1951年设立庐山管理局，以九江市部分地区为其行政区域。
1960年，撤销九江县，并入九江市。1962年10月20日，除十里人民公社外恢复九江县。
1965年11月23日，原由省直辖的庐山管理局庐山镇并入九江市，庐山管理局撤销。
1968年6月九江县驻地由县级九江市市区迁至九江县沙河镇。
1970年，撤销九江专区，改置九江地区，九江市归九江地区管辖。
1980年3月28日批复，九江地区下辖的县级九江市升格为省直辖九江市，九江地区驻地不变在省直辖的九江市。